# Ofisa Treviranus
Ofisa Treviranus (nacido en Moto'otua el 31 de marzo de 1984) es un jugador de rugby samoano.
Jugó con la selección samoana de rugby 7 y formó parte del equipo de 12 jugadores que ganaron la IRB Sevens World Series en 2010. Debutó para la selección nacional de rugby XV contra Japón en Sigatoka el 18 de junio de 2009. Formó parte del equipo samoano que jugó la Copa Mundial de Rugby 2011, y jugó 3 partidos.
Después de la copa mundial, Treviranus firmó con el club inglés London Irish. Previamente, había jugado para el club irlandés Connacht Rugby.
En el año 2015, es capitán de la selección samoana, papel que conservará durante la Copa Mundial de Rugby de 2015. Salió como titular en el primer partido, contra Estados Unidos, logró un ensayo al comienzo del segundo tiempo.